# Mel Davis
Melvyn Jerome Davis, detto Mel (New York, 9 novembre 1950), è un ex cestista statunitense, professionista nella NBA e in Italia.

## Carriera
Venne selezionato dai New York Knicks al primo giro del Draft NBA 1973 (14ª scelta assoluta).